# Podmornice razreda Amur
Razred Amur (rusko Амур, Amur – Amur) je razred ruskih dizel-električnih podmornic, namenjenih izvozu. Temelji na razredu Lada Ruske vojne mornarice, ki je precej tišji od predhodnega razreda Varšavjanka. Razred Amur bo imel možnost AIP pogona, ko bo ta v Rusiji razvit. Na voljo sta dve različici: manjša Amur-950 in večja  Amur-1650. V okviru razreda so bile sicer oblikovane tudi druge različice: Amur-550, Amur-750, Amur-1450 in Amur-1850.
Razred je bil oblikovan v sanktpeterburškem oblikovalskem biroju Rubin pod vodstvom glavnega oblikovalca Jurija Kormilicina. Podmornice imajo enojni trup, znižano hrupnost delovanja in izboljšano kakovost pogona. Glavni elektromotor je popolnoma nov in uporablja trajne magnete. Pričakovano je, da bo zagotavljal visoko učinkovitost pretvorbe energije tudi pri nizkih hitrostih plovbe.

## Različici
| Različica:                      | Amur 950 | Amur 1650                 |
| ------------------------------- | --- | ------------------------- |
| Slika                           | Amur-950 | Amur-1650                 |
| Izpodriv (na površju/pod vodo): | 1065 t | 1765 t                    |
| Dolžina:                        | 56,8 m | 66,8 m                    |
| Širina:                         | 5,65 m | 7,1 m                     |
| Hitrost (pod vodo):             | 20 vozlov | 19 vozlov                 |
| Globina:                        | 300 m | 300 m                     |
| Čas plovbe:                     | 30 dni | 45 dni                    |
| Posadka:                        | 19 | 35                        |
| Oborožitev:                     | 4 x 533 mm torpedne cevi, 16 torpedov, raket ali min 10 navpičnih izstrelitvenih celic za protiladijske rakete BrahMos | 6 x 533 mm torpednih cevi |